# HESA Shafaq
HESA Shafaq ali Shafagh (perzijsko هواپیمای شفق, "Somrak") je enomotorni stealth večnamenski lovec, ki ga razvija iransko podjetje HESA.Uporabljali naj bi se kot lahko jurišno letalo in tudi kot trenažer.
Po nekaterih poročilih naj bi bil Shafaq podzvočni lovec. Uporabljal bi materiale, ki absorbirajo radarske žarke.Na začetku so pri programu sodelovali Rusi, vendar so kasneje odstopili. Letalo uporablja ruske turbopropelerske motorje Klimov in ruske katapultne sedeže. 
V vetrovniku so testiral model velikost 1/7.

## Tehnične specifikacije
Podatki iz 
Splošne karakteristike
- Posadka: 1 ali 2
- Dolžina: 10,84 m ()
- Razpon kril: 10,45 m ()
- Višina: 4,26 m ()
- Teža praznega letala: 4361 kg ()
- Maks. vzletna teža: 6900 kg ()
- Pogon letala: 1 × Klimov RD-33 turbofan, 11230 lbf (50,0 kN)(5098 kgf)

 Zmogljivost 
- Višina leta: 16780 m (55040 ft)
- Hitrost vzpenjanja: 110 m/s (21650 ft/min)

Oborožitev

- Sattar, Shahbaz, Fatter rakete